# Decimus Terentius Gentianus
Decimus Terentius Gentianus Gnaeus Minicius Faustinus (* ca. 87/88) war ein römischer Politiker und Senator im 2. Jahrhundert n. Chr.
Gentianus stammte wahrscheinlich aus der Narbonensis und war Sohn des Decimus Terentius Scaurianus. Eine jüngst gefundene Inschrift gibt jetzt Gentianus' vollen Namen und seine Beamtenlaufbahn vollständig wider. Demnach war er ca. 103/104 IIIIvir viarum curandarum in Rom. Danach wurde er nacheinander Militärtribun der Legio XI Claudia ca. 104/105, der Legio VIII Augusta ca. 105 und schließlich der Legio I Minervia ca. 105/106. Ca. 107 ging er als quaestor Augusti nach Africa.
Zurück nach Rom wurde Gentianus zuerst Volkstribun ca. 109/110 und dann Prätor ca. 111/112.
Nach der Prätur wurde Gentianus zuerst Legat der Legio II Traiana fortis ca. 114/115, wahrscheinlich in Syria, dann der Legio II Adiutrix ca. 115/116, wo er am Feldzug des Kaisers Trajan gegen die Parther teilnahm. Im Jahr 116 wurde Gentianus Suffektkonsul. und Pontifex. Schließlich ging er als censitor in die Provinz Macedonia, wo er ca. 117/118 bis 121/122 verblieb. Unter Kaiser Hadrian fiel Gentianus in Ungnade.